# Sigrid Wallert
Sigrid Roos af Hjelmsäter-Wallert, född 24 november 1890 på Källtorp i Förlösa socken, Kalmar län, död 1972, var en svensk målare. 
Hon var dotter till godsägaren Conrad Carl Axel Gustaf Roos af Hjelmsäter och Ellen Natalia Himmelman. Hon var gift 1915–1935 med konstnären Axel Wallert samt mor till Åsa Wallert-Pierrou och Göran Wallert.  Hon var bosatt på Ornässtugan i Ulriksdal, Solna. Roos af Hjelmsäter studerade vid Högre konstindustriella skolan i Stockholm 1910–1913 och vid Wilhelmsons målarskola 1913, och sporadiskt hos André Lhote i Paris, samt under studieresor till München i Tyskland,  Italien, Frankrike, Grekland, Spanien och Egypten. Hon var bosatt i Italien med sin man, Axel Wallert och deras två barn i Italien 1923–1927. Familjen bodde i Rom, i Settignano utanför Florens, i Carrara och i Positano. Sigrid Roos af Hjelmsäter-Wallert debuterade med en separatutställning på Gummesons konsthall i Stockholm 1933 och ställde därefter ut separat på ett flertal platser i landet. 
Hon ställde även ut flera gånger tillsammans med sin dotter Åsa Wallert-Pierrou, bland annat på Eskilstuna Konstmuseum 1946. Hon medverkade i en  utställning med skandinaviska konstnärer som visades i Rom 1927, och en engelsk-svensk utställning på Liljevalchs konsthall 1927, samt med Föreningen Svenska Konstnärinnors utställningar i Florens, i Philadelphia och på Brooklyn Museum, New York 1931-1932. Hon medverkade i Höstutställningen som arrangerades av Sveriges Allmänna Konstförening på Liljevalchs konsthall 1927 och även  i samlingsutställningar på Liljevalchs 1961 och 1962.
Hon deltog med bord bestående av svartbetsat trä och kakelmålningar på Stockholmsutställningen 1930.
Hennes konst består av stilleben, blomstermålningar, figurkompositioner, stadsbilder och landskap från Sydeuropa, Egypten, Stockholm och Öland bland annat.

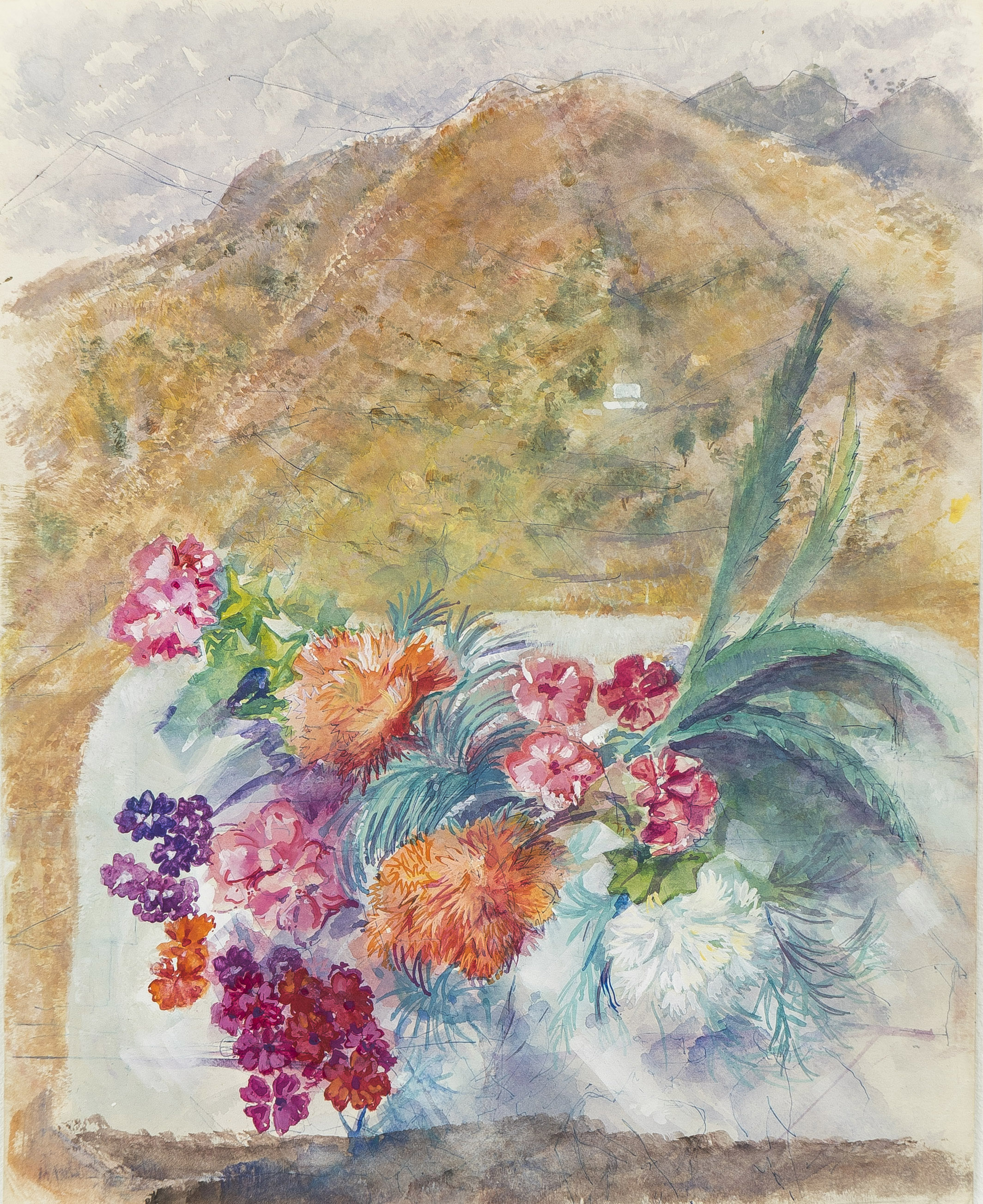
Ibiza, Sigrid Wallert, 1953

## Representerad
Moderna museet i Stockholm.